# Salón de la Fama de la CZW
El Salón de la Fama de la CZW es una institución lucha libre profesional situada en Filadelfia, Pensilvania, manejada por la promoción hardcore Combat Zone Wrestling. Fue establecida en el 2004, rindiendo honores a la carrera de las personas que han luchado en la empresa.

## Miembros

### Hall of Fame 2004
- Lobo[1] - inducido por John Zandig
- Nick Mondo[2] - inducido por John Zandig

### Hall of Fame 2009
- Jon Dahmer[3] - inducido por John Zandig
- Nick Gage[4] - inducido por John Zandig
- Wifebeater[5] - inducido por John Zandig

## Galería de imágenes

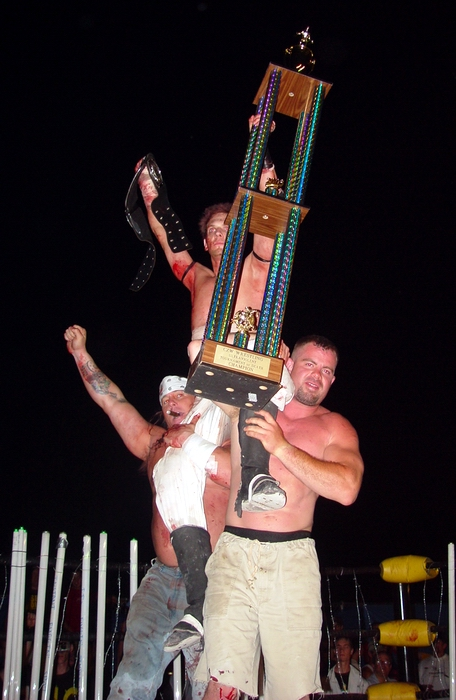
Nick Mondo, inducido en el 2004.